# Acronicta beameri
Acronicta beameri là một loài bướm đêm thuộc họ Noctuidae. Nó được tìm thấy ở Texas tới Arizona.
Sải cánh dài 37–43 mm.